# Koporje (stacja kolejowa)
Koporje (ros. Копорье) – stacja kolejowa w miejscowości Koporje, w rejonie łomonosowskim, w obwodzie leningradzkim, w Rosji. Położona jest na linii z Dworca Bałtyckiego do Wiejmarna.

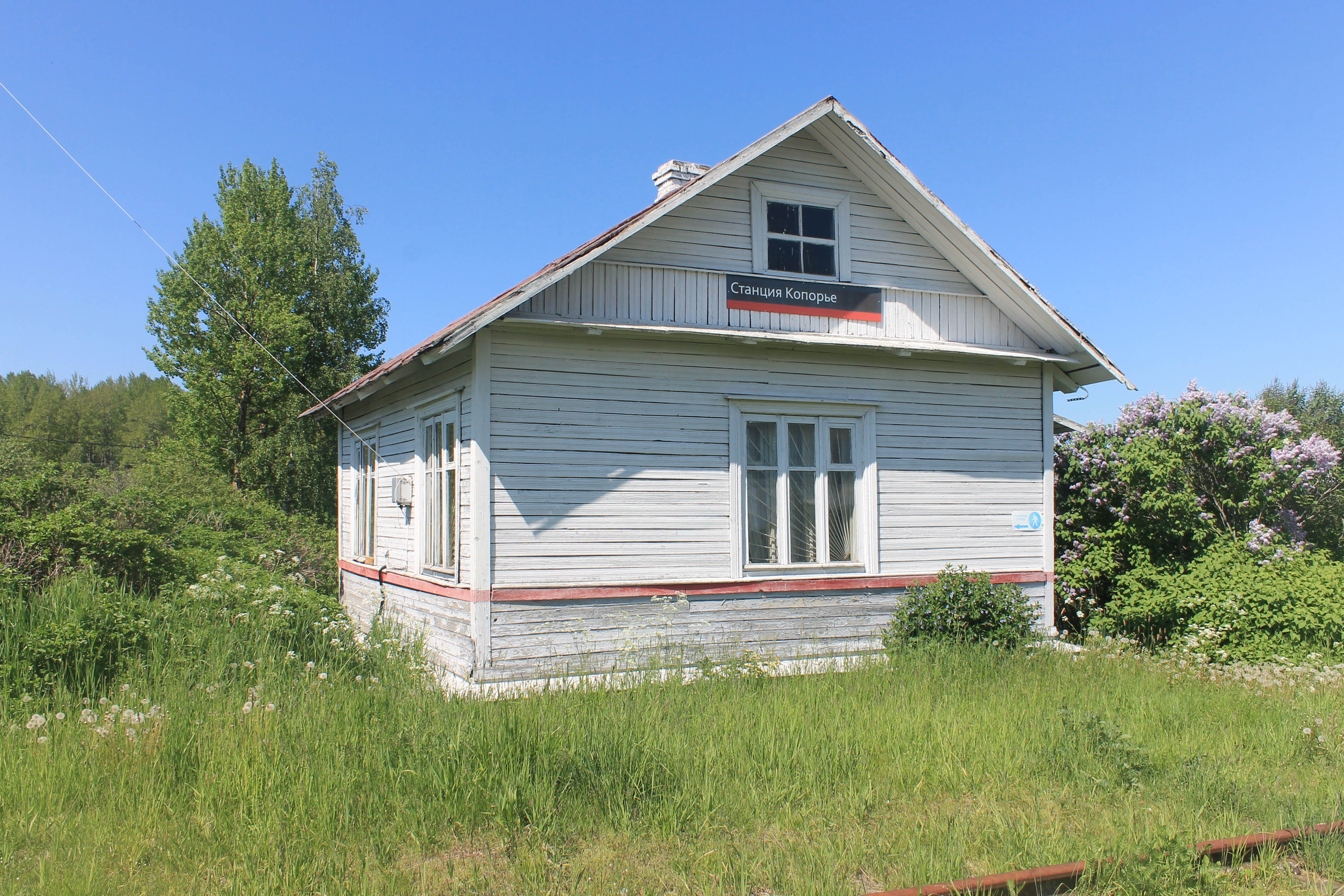